# Демократическа партия на Япония
Демократическата партия на Япония (на японски: 民主党) е лявоцентристка либерална политическа партия в Япония.
Тя е основана през 1998 година от няколко партии, опозиционни на традиционно управляващата Либерално-демократическа партия. През 2009 година Демократическата партия печели изборите с голямо мнозинство в парламента и до 2012 година съставя няколко правителство.
На изборите през 2012 година Демократическата партия остава на трето място с 15% от гласовете и 57 от 480 места в долната камара на парламента.